# Hans Bergen
Hans Bergen (ur. 5 marca 1890 w Monachium, zm. 17 lutego 1957 w Landshut) – niemiecki wojskowy, generalleutnant. 29 marca 1945 dostał się do niewoli amerykańskiej w Zagłębiu Ruhry.

## Odznaczenia
- Krzyż Rycerski Krzyża Żelaznego (1941)
- Krzyż Żelazny I i II klasy (1914)
- Okucie do Krzyża Żelaznego(inne języki) I i II klasy (1939)